# システム ファイル チェッカー
システム ファイル チェッカーは、 Windows 98 および Windows 2000 以降の Windows に含まれているユーティリティソフトウェアである。

## 概要
Windows を構成するシステムファイルの構成及びファイルの状態を確認し、不足しているファイルや破損したファイルを検出した場合に適切な状態へ修復することを目的としたソフトウェアである。不足している、あるいは破損しているファイルがあらかじめ分かっている場合は、正しいファイルを個別に抽出する機能も持つ。

## 使用方法
基本的な使用方法は、以下の通りである。
```
sfc /scannow

```

/scannow オプションは、保護対象となるシステムファイルすべての構成及び状態を検査し、不足或いは破損しているファイルを自動的に置き換える。実行時に、Windows のインストール CD もしくはインストールファイルのバックアップが存在するフォルダの所在を指定しなければならない場合がある。
他にもいくつかのコマンドラインオプションを持ち、システムファイルの修復に役立てることができる。

## バージョンごとの差異
Windows 98 及び Windows 98 SE では「システム情報」から診断ツールの一環として起動することができ、専用の GUI を持つ。
後継バージョンの Windows Me ではシステム構成ユーティリティから呼び出す形に変更され、システムファイルの構成を確認する機能が省略された。これは、 Windows Me より「システム ファイルの保護（SFP）」が採用されたためである。
Windows 2000 より Windows NT系の Windows にも搭載されているが、GUI は持たずコマンドラインから実行するソフトウェアとなっている。